# Styrakozaur
Styrakozaur (Styracosaurus) – rodzaj roślinożernego dinozaura z grupy ceratopsów żyjącego w późnej kredzie, w kampanie i mastrychcie (około 83,5–65,5 mln lat temu) na obszarze Ameryki Północnej. Jego skamieniałości były znajdywane w kanadyjskiej prowincji Alberta. Miał od czterech do sześciu rogów wyrastających z chroniącej szyję kryzy, mniejsze rogi na policzkach oraz jeden róg nosowy, dochodzący do 60 cm długości i 15 cm szerokości. Funkcja rogów i kryzy była przedmiotem wieloletnich debat.
Styracosaurus był stosunkowo dużym zwierzęciem – dorastał do 5,5 m długości i ważył blisko trzy tony. Stojąc osiągał około 180 cm wzrostu. Miał cztery krótkie nogi i masywny tułów. Czaszkę wieńczył dziób, a trzonowce tworzyły baterie zębowe, co sugeruje, że Styracosaurus żywił się roślinami. Podobnie jak inne ceratopsy mógł być zwierzęciem stadnym, wędrującym w dużych grupach, na co wskazuje koncentracja skamieniałości na cmentarzyskach.
Nazwany przez Lawrence'a Lambe'a w 1913 roku, Styracosaurus jest przedstawicielem kladu Centrosaurinae. Rodzaj ten obejmuje obecnie jeden gatunek – S. albertensis – pozostałe zostały przeniesione do innych rodzajów.

## Morfologia
Dorosłe osobniki należące do rodzaju Styracosaurus osiągały średnio 5,5 m długości i ważyły około 2,7 ton. Czaszka sprawiała wrażenie masywnej, z dużymi nozdrzami, wysokim prostym rogiem nad nosem i ciemieniowo-łuskową kryzą na szyi zwieńczoną co najmniej czterema pokaźnymi kolcami. Każdy z czterech najdłuższych kolców kryzy był porównywalnych rozmiarów z kolcem na nosie, mierząc 50–55 cm długości. Długość rogu nosowego holotypu ocenia się na około 57 cm, ale nie jest on kompletny. Bazując na innych znaleziskach rodzajów Styracosaurus i Centrosaurus stwierdza się, że róg ten mógł mieć w połowie swej wysokości zaokrąglone wybrzuszenie.

Porównanie wielkości człowieka i styrakozaura

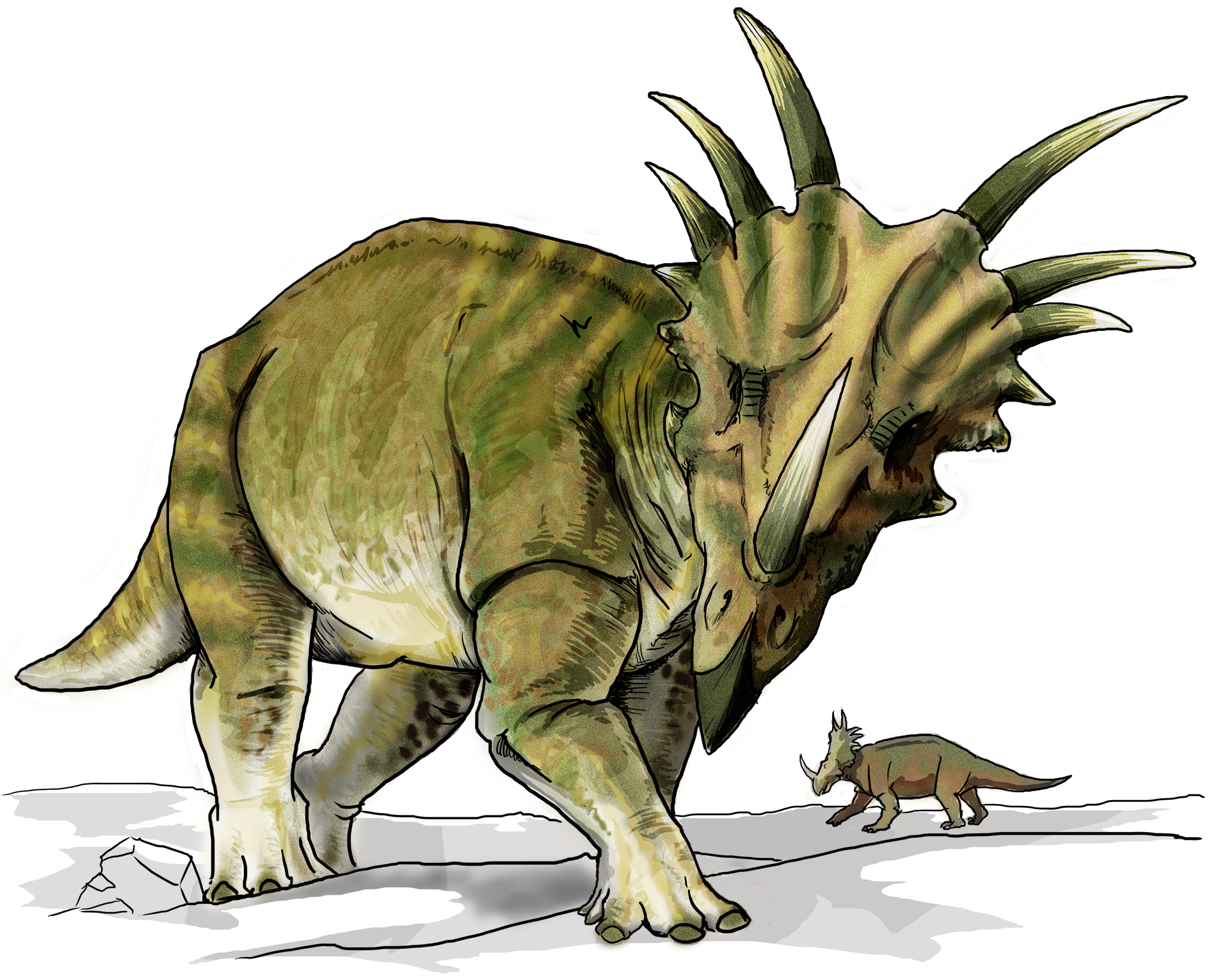
Styrakozaur – wizja artysty

Oprócz czterech kolców i rogu ornamentacja czaszki cechowała się zmiennością. Niektóre osobniki miały haczykowate wyrostki i guzki na tylnym brzegu kryzy, podobne do występujących u centrozaura. Twory obecne u innych były mniej wydatne. U niektórych osobników, w tym także u typowego, na kryzie występowała trzecia para kolców. Kolejne osobniki charakteryzowały się zaś o wiele mniejszymi wyrostkami. Niewielkie wybrzuszenia położone bocznie występowały tylko u niektórych osobników. Skromne piramidokształtne rogi brwiowe obecne u podrostków zanikały u dorosłych, a na ich miejsce pojawiały się wgłębienia. Jak u większości ceratopsów, w kryzie styrakozaura znajdowały się duże otwory. Przednia część jego szczęk tworzyła bezzębny dziób.
Masywne ciało styrakozaura czyniło go podobnym do nosorożca. Miał silne ramiona, których mógł używać w walkach międzyosobniczych. Za to jego ogon był względnie krótki. Każdy palec wieńczyło kopytko, z zewnątrz zrogowaciałe.
Zaproponowano różne modele ułożenia kończyn dla styrakozaura i ceratopsów w ogóle. Jeden z nich umieszczał kończyny przednie pod tułowiem. Według innego były one rozcapierzone na boki. Najnowsze prace stanowiące, że zwierzę przybierało pozycję pośrednią przypominającą kucanie, wydają się najbardziej przekonujące. Paleontolodzy Gregory Paul i Per Christiansen z Muzeum Zoologicznego Uniwersytetu Kopenhaskiego w Danii zaproponowali, że duże ceratopsy, jak styrakozaur, miały zdolność do biegu szybszego niż słoń. Tezę tę oparli na badaniach śladów, które nie wskazują na rozcapierzenie kończyn.

## Klasyfikacja
Styrakozaur to przedstawiciel Centrosaurinae, podrodziny dużych północnoamerykańskich ceratopsów charakteryzujących się wydatnymi rogami nosowymi, znacznie gorzej rozwiniętymi brwiowymi, krótką kością łuskową w krótkiej kryzie, długim jak na ceratopsy pyskiem i wyrostkami za otworami nosowymi. Inni członkowie kladu to centrozaur, od którego grupa wzięła swą nazwę, pachyrinozaur, awaceratops, einiozaur, Albertaceratops, achelozaur, Brachyceratops i monoklonius, choć ostatnie dwa stanowią nomina dubia. Z powodu różnorodności międzygatunkowej i międzyosobniczej w obrębie podrodziny wywiązała się debata odnośnie do kwestii, które rodzaje są pewne. Szczególnie zaś dyskusyjne jest, czy Centrosaurus lub Monoclonius mogą zostać uznane za pewne osobne rodzaje, czy też może chodzi o osobniki różnej płci. W 1996 Peter Dodson odnalazł nową różnicę pomiędzy centrozaurem, styrakozaurem i monokloniusem, by usprawiedliwić wyróżnienie osobnych rodzajów. Stwierdził też, że Styracosaurus przypomina centrozaura bardziej niż oba te rodzaje – monokloniusa. Dodson uznał także jeden z gatunków tego ostatniego, M. nasicornis, za samicę styrakozaura. Jego konkluzje zaakceptowano tylko częściowo – inni badacze nie zgodzili się na uznanie gatunku Monoclonius nasicornis za samicę styrakozaura, a Monoclonius nie stał się pewnym rodzajem. O ile dymorfizm płciowy stwierdzono u wcześniejszych ceratopsów, jak Protoceratops, nie ma dowodów na jego występowanie u przedstawicieli rodziny Ceratopsidae.

### Pochodzenie
Ewolucyjne początki styrakozaura pozostawały nieznane przez wiele lat, ponieważ szczątki wczesnych ceratopsów należały do rzadkości. Odkrycie protoceratopsa w 1922 rzuciło światło na pokrewieństwo wczesnych dinozaurów rogatych. Jednakże musiało minąć kolejnych kilka dekad, nim następne odkrycia wypełniły luki. Nowe znaleziska z lat dziewięćdziesiątych XX wieku i dwutysięcznych, jak Zuniceratops, najwcześniejszy opisany ceratops z rogami brwiowymi, czy Yinlong – pierwszy odkryty jurajski ceratops – wskazały, jak mogli wyglądać przodkowie styrakozaura. Te niedawne odkrycia były ważne dla poznania pochodzenia dinozaurów rogatych w ogóle i zasugerowały, że ta grupa marginocefali powstała w jurajskiej Azji, właściwe dinozaury rogate zaś miały swój początek w Ameryce Północnej na początku późnej kredy.

## Paleobiologia
Styrakozaur i inne dinozaury rogate zawsze przedstawiano w kulturze popularnej jako zwierzęta stadne. Warstwę obfitującą w pozostałości tego rodzaju znamy z formacji Dinosaur Park z Alberty, znajduje się ona pośrodku tej formacji. Wiąże się z różnymi typami osadów rzecznych. Masowa śmierć nie musi być wcale dowodem na stadne zachowania zwierząt – może wynikać z gromadzenia się prowadzących samotnicze życie osobników wokół zbiorników wodnych w okresie suszy. Istnieją dowody potwierdzające, że klimat mógł być sezonowy i suchy. W obrębie formacji szczątki styrakozaura znajdują się wyżej niż pozostałości blisko z nim spokrewnionego centrozaura, co wskazuje, że ten pierwszy w obliczu zmian środowiska zastąpił swego krewniaka.

### Pożywienie
Styrakozaury były roślinożercami. Ich szczęki kończyły się głębokim, wąskim dziobem, nadającym się bardziej do chwytania i szarpania niż gryzienia. Z powodu położenia swej głowy zwierzęta te żywiły się niską roślinnością. Mogły jednakże być zdolne do powalania wyższych roślin dzięki swoim rogom, dziobowi i masie.
Zęby ceratopsów, w tym styrakozaura, tworzyły zespoły zwane bateriami. Starsze, na powierzchni, zastępowane były przez kolejne, tworzące się pod spodem. W odróżnieniu jednak od hadrozaurów, które też posiadały podobne baterie, zęby dinozaurów rogatych kroiły pokarm, ale go nie miażdżyły. Niektórzy naukowcy zasugerowali, że ceratopsy, jak styrakozaur, spożywały palmy (arekowate) i sagowce, podczas gdy inni zaproponowali paprotniki jako ich pożywienie. Według pomysłu Dodsona późnokredowe dinozaury rogate powalały zaliczane do okrytonasiennych drzewa, żywiąc się następnie ich liśćmi i pędami.

### Rogi i kryza

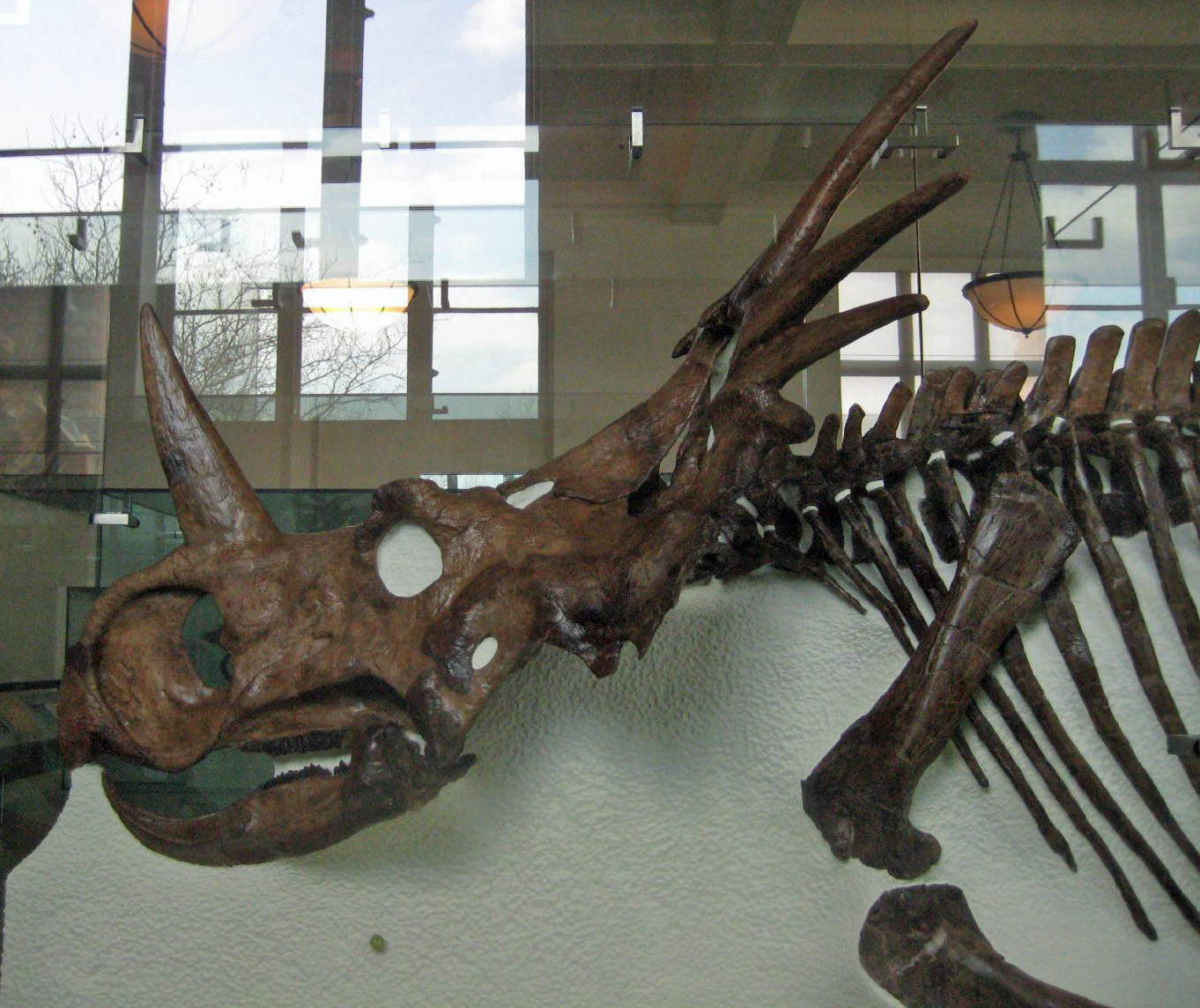
Styracosaurus albertensis – zbliżenie czaszki z profilu, Amerykańskie Muzeum Historii Naturalnej

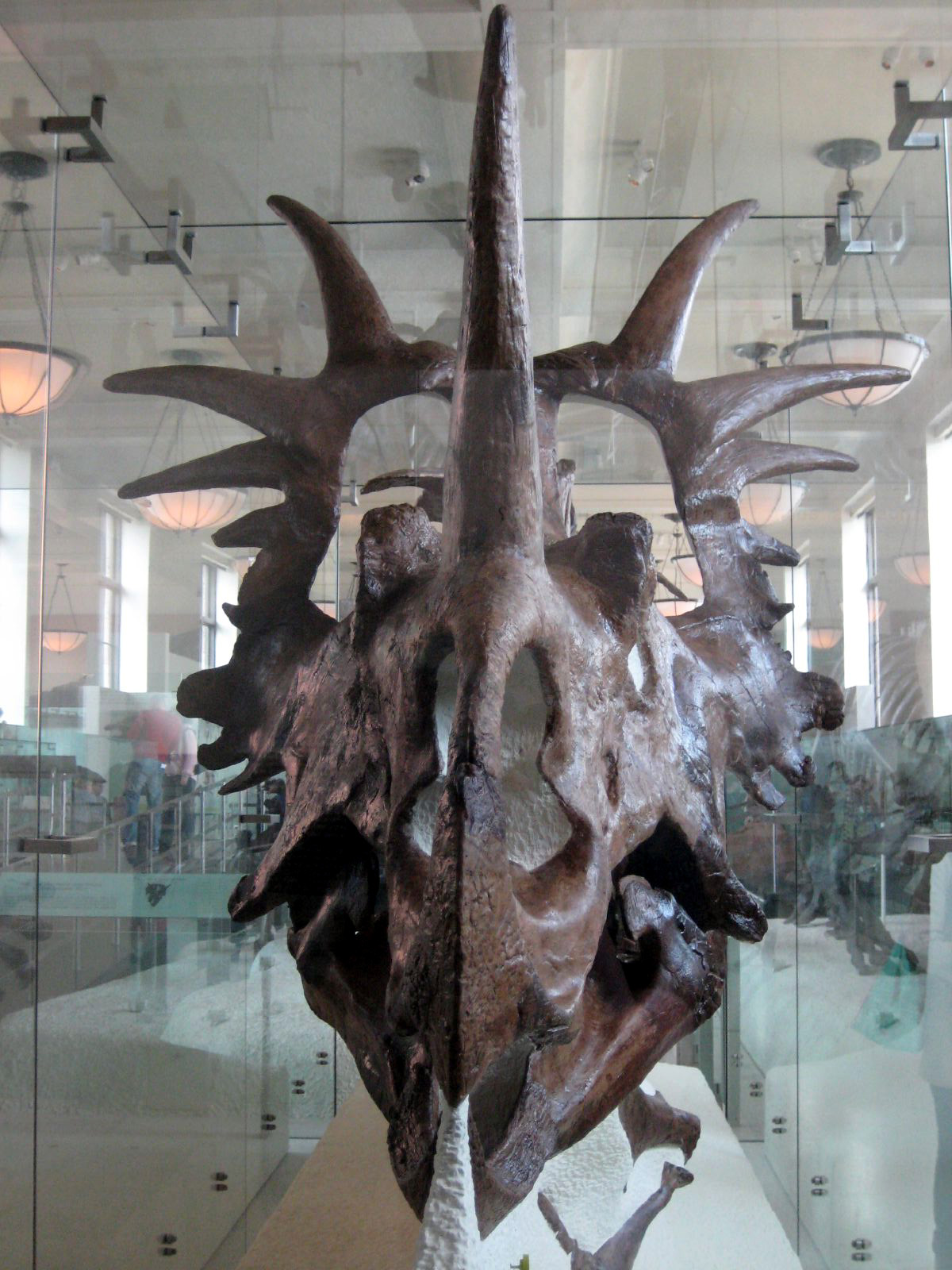
Styracosaurus albertensis – czaszka od przodu, Amerykańskie Muzeum Historii Naturalnej

Duży róg nosowy i kryza obecne u styrakozaura zaliczają się do najbardziej wyróżniających się ozdób głów dinozaurów. Ich funkcja stanowi przedmiot debaty od momentu odkrycia pierwszych ceratopsów.
Na początku XX wieku paleontolog Richard Swann Lull zaproponował, że kryzy ceratopsów stanowią miejsca przyczepu mięśni szczęk. Później zauważył też, że kolce nadają ich posiadaczowi zatrważający wygląd W 1996 Dodson wsparł częściowo ten pierwszy pomysł. Ponadto stworzył szczegółowe diagramy ukazujące miejsca przyczepu mięśni na kryzach styrakozaura i chasmozaura. Odrzucił natomiast pogląd, wedle którego całkowicie wypełniały one kostne otwory. Jednakże Catherine Forster nie doszukała się żadnych dowodów na to, by solidne mięśnie zakotwiczały się na kryzie.
Długo uważano, że ceratopsy wykorzystywały swe rogi i kryzy do obrony przed wielkimi drapieżnikami. Choć na czaszkach dinozaurów rogatych odnaleziono wgłębienia i inne zmiany przypisywane kontuzjom odniesionym w walce, badania z 2006 nie wykryły jednak, by dźgnięcie rogiem powodowało takowe zmiany (nie stwierdzono na przykład śladów infekcji czy gojenia). Za przyczyny uchodzić mogły raczej niepatologiczna resorpcja kości i nieznane ich choroby.
Duża kryza styrakozaura i pokrewnych mu rodzajów zwiększała także powierzchnię ciała, co mogło stanowić pomoc w termoregulacji, jak uszy w przypadku dzisiejszych słoniowatych. Podobnie tłumaczy się powstanie płyt na grzbiecie stegozaurów. Jednak funkcja ta jako jedyna nie wywołałaby takiej różnorodności dziwacznych form, jakie spotykano u rodziny ceratopsów. Wskazuje to, że główne zadanie kryz polegało na czym innym: zwracaniu uwagi.
Teoria przypisująca kryzom funkcję w reprodukcji została stworzona w 1961 przez Davitashvili. Zyskuje ona coraz większą akceptację. Dowody wskazujące, jak ważne były ozdoby osobnika zarówno podczas zalotów, jak i w przypadku innych zachowań społecznych, można znaleźć w fakcie, że różniły się one znacznie u poszczególnych gatunków dinozaurów rogatych, czyniąc każdy z nich charakterystycznym. Podobną sytuację odnajduje się wśród zwierząt żyjących obecnie.

### Lokomocja
Przedstawiciele opisywanego tu rodzaju poruszali się na wszystkich czterech kończynach. Przybliżona szybkość, jaką mogły rozwijać ceratopsy, obliczona na podstawie pomiarów odległości pomiędzy śladami, długości kości i oszacowania masy mięśniowej, wynosi około 25 kilometrów na godzinę.

## Odkrycie i gatunki
Pierwszą skamieniałość styrakozaura odnalazł w kanadyjskiej prowincji Alberta Charles Mortram Sternberg. Obszar ten jest dzisiaj znany jako Prowincjalny Park Dinozaurów, a właściwa formacja geologiczna nazywana formacją Dinosaur Park. Nazwę nadał jej Lawrence Lambe w 1913, stwierdzając podobieństwo kolców kryzy i ostrza starożytnego greckiego harpunu (gr. στυραξ sturax, στυρακος sturakos „ostrze, szpikulec na dolnym końcu drzewa włóczni”; σαυρος sauros „jaszczurka”). Zespół z Royal Ontario Museum wrócił tam w 1935 roku. Odnaleziono wtedy brakujące żuchwy i większość szkieletu. Skamieniałości dostarczyły informacji o wielkości gatunku S. albertensis – mierzącego około 5,5–5,8 metrów długości i 1,65 metra wysokości w biodrach. Niezwykłą cechą pierwszej znalezionej czaszki było zachodzenie najmniejszego kolca kryzy po lewej stronie na następny kolec. Wydaje się, że kryza przeszła za życia złamanie w tym miejscu i skróciła się o około 6 cm. Normalnego kształtu czaszki w tej okolicy nie poznano, ponieważ prawa strona kryzy nie zachowała się.

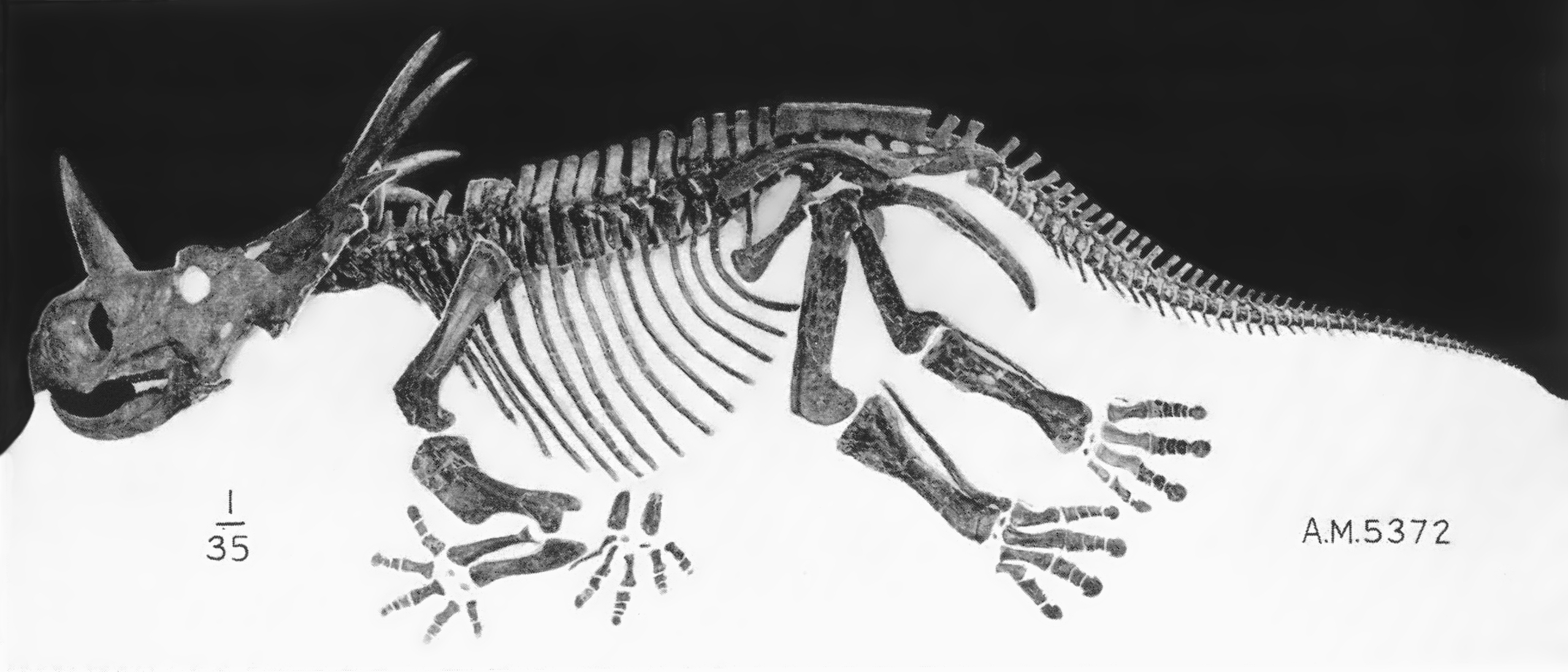
Styracosaurus „parksi” – szkielet, znalezisko AM5372

W 1915 Barnum Brown i Erich Maren Schlaikjer, pracujący dla Amerykańskiego Muzeum Historii Naturalnej w Nowym Jorku, zdobyli prawie kompletny szkielet z kośćmi połączonymi stawowo i częściowo zachowaną czaszką. Także został on odkryty w formacji Dinosaur Park, nieopodal Steveville w Albercie. Naukowcy porównali znaleziska i doszli do wniosku, że chociaż oba okazy pochodzą z tego samego miejsca i formacji geologicznej, różnią się wystarczająco do wyodrębnienia osobnego gatunku. Opisali więc swe odkrycie jako Styracosaurus parksi, honorując w ten sposób Williama Parksa. Pośród różnic, na których oparli się Brown i Schlaikjer, znajdowały się odmienne kości jarzmowe, a także mniejsze kręgi ogonowe. S. parksi charakteryzował się też mocniejszą szczęką, krótszą kością zębową, innego kształtu kryzą. Jednakże w przypadku większej części czaszki opierali się oni na rekonstrukcji gipsowej i publikacja z 1937 nie oddawała właściwego ułożenia kości. Obecnie znalezisko zalicza się do S. albertensis.
Latem 2006 Darren Tanke z Royal Tyrrell Museum of Palaeontology w Drumheller w Albercie odwiedził długo zagubione stanowisko S. parksi. Fragmenty czaszki, ewidentnie przeoczone przez załogę z 1915, zostały odnalezione. Złożono je i pozostaje nadzieja, że pojawią się kolejne części, które być może wystarczą do ponownego opisania czaszki i sprawdzenia, czy S. albertensis i S. parksi stanowią jedność. Tyrrell Museum dysponuje także kilkoma fragmentarycznymi czaszkami styrakozaura.
Kilka innych gatunków w przeszłości przypisywanych styrakozaurowi przeniesiono już do innych rodzajów. Charles Whitney Gilmore w 1930 r. na podstawie skamieniałości pochodzących z montańskiej formacji Two Medicine opisał gatunek S. ovatus; jednak w 2010 r. Andrew T. McDonald i John R. Horner zaliczyli ten gatunek do odrębnego rodzaju Rubeosaurus. Natomiast Holmes i współpracownicy (w druku) uznali Rubeosaurus ovatus za młodszy synonim Styracosaurus albertensis, argumentując, że wymieniane w literaturze różnice anatomiczne pomiędzy S. albertensis a R. ovatus w rzeczywistości mieszczą się w granicach zmienności wewnątrzgatunkowej S. albertensis. S. sphenocerus opisany przez Edwarda D. Cope'a w 1890 umieszczony został w rodzaju Monoclonius, a styrakozaurowi przypisano go w 1915. Bazowano przy tym ma kości nosowej ze złamanym przypominającym styrakozaurzy prostym rogiem. „S. makeli”, wspomniany nieformalnie przez paleontologów Stephena i Sylvię Czerkasów w 1990 w podpisie pod ilustracją, to wczesna nazwa einiozaura. „S. borealis” (borealis (łac.) – północny) to z kolei wczesna nieformalna nazwa określająca S. parksi.

## Kultura popularna

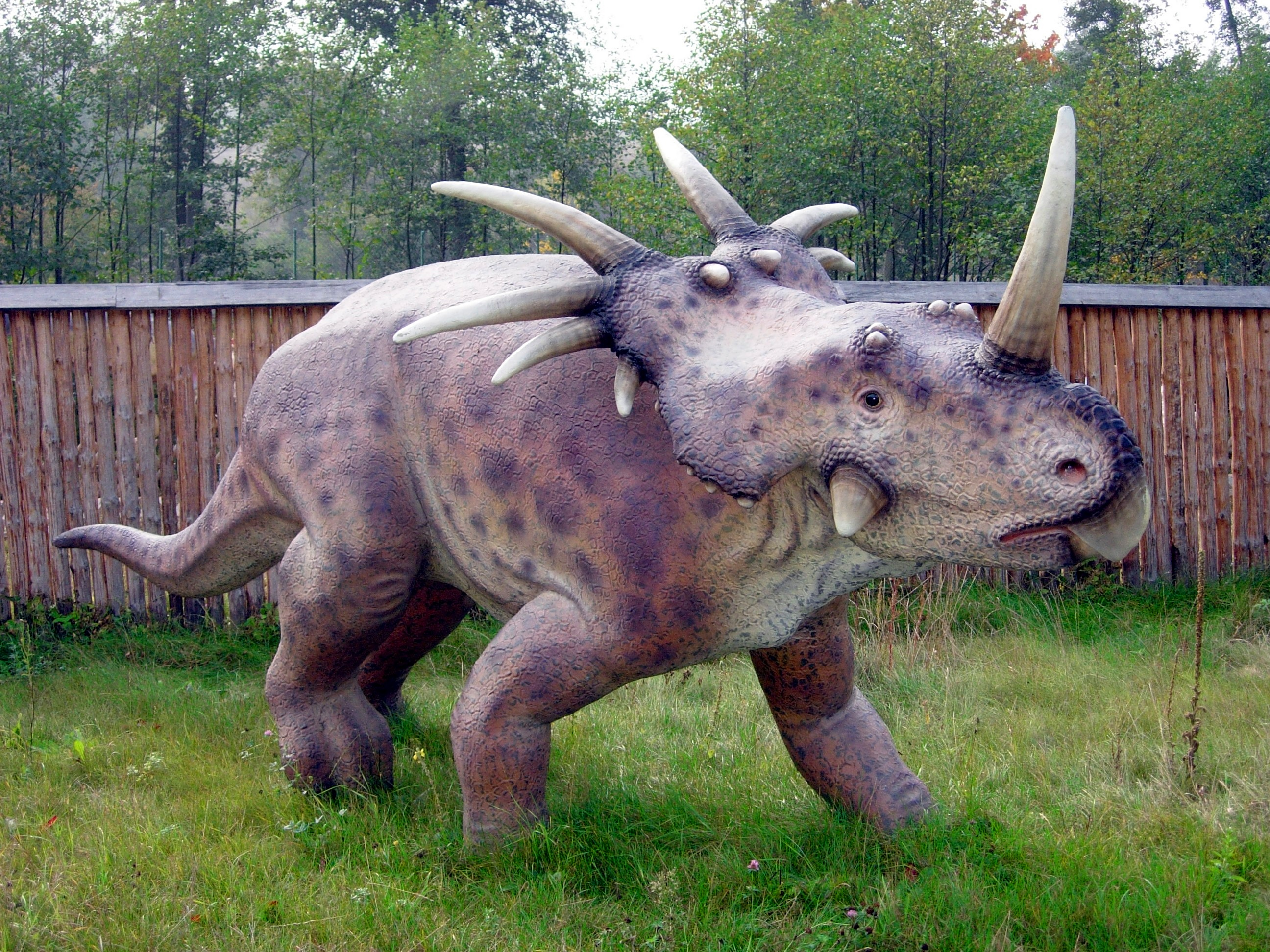
Model styrakozaura, Bałtowski Park Jurajski

Z powodu wyróżniających się rogów i kryzy wizerunki styrakozaura są łatwo rozpoznawalne. Kolce, haczykowate wyrostki czy rogi widniejące na jego głowie pobudziły wyobraźnię twórców kina już we wczesnym etapie jego rozwoju i odtąd często w nim gościł. Wymienić należy zwłaszcza następujące pozycje:  The Son of Kong (1933), gdzie Styracosaurus walczy z bohaterami; The Valley of Gwangi (1969), gdzie styrakozaur przeciwstawia się dinozaurom drapieżnym; The Land That Time Forgot (1975), gdzie para zwierząt jest ostrzeliwana przez niemieckiego U-Boota; Disneyowski film Dinozaur (2000) stworzony techniką animacji komputerowej, gdzie antropomorficzny styrakozaur zwany Eema ma swego pupila ankylozaura. Rodzaj pojawił się także w powieści Park Jurajski, adaptacja filmowa pominęła go jednak.
Na telewizyjnym ekranie styrakozaur pojawił się w wielu kreskówkach i programach dla dzieci, jak Power Rangers: Dino Thunder, Dinozaurs, Dino-Riders, Dinosaucers i Zoids. Rodzaj przedstawiono też w licznych grach wideo, w tym w popularnych: Jurassic Park, Turok i Zoo Tycoon 2: Extinct Animals.

### Filatelistyka
Poczta Polska wyemitowała 5 marca 1965 znaczek pocztowy przedstawiający styrakozaura o nominale 1,35 złotych, w serii Zwierzęta prehistoryczne. Autorem projektu znaczka był Andrzej Heidrich. Znaczek pozostawał w obiegu do 31 grudnia 1994 r..